# Enzo Díaz
Enzo Hernán Díaz, mais conhecido como Enzo Díaz (Las Toscas, 7 de dezembro de 1995), é um futebolista argentino que atua como lateral-esquerdo. Atualmente, joga pelo São Paulo, emprestado pelo River Plate.

## Carreira

### Agropecuario
Díaz iniciou sua carreira no Agropecuario, onde integrou o elenco profissional a partir de 2015. Disputou o Torneo Federal B nas temporadas de 2015 e 2016, marcando dois gols em 39 partidas. O clube conquistou acessos consecutivos, alcançando a Primera B Nacional.
Fez sua estreia profissional em 24 de setembro de 2017, em vitória sobre o Flandria. Nessa época, foi observado por olheiros do Manchester United.

### Talleres
Em 14 de janeiro de 2019, foi emprestado ao Talleres, da Primera División argentina. No fim do ano, o clube adquiriu seus direitos econômicos.

### River Plate
Em 2023, foi contratado pelo River Plate. Em 1.º de outubro daquele ano, marcou um gol na vitória sobre o Boca Juniors em pleno La Bombonera, pelo Superclássico válido pela Copa da Liga Profissional de 2023.

### São Paulo
Em janeiro de 2025, acertou empréstimo de uma temporada com o São Paulo, com opção de compra ao final do vínculo.

## Títulos
Agropecuario
- Torneo Federal A: 2016–17[2]

River Plate
- Campeonato Argentino: 2023[2]
- Troféu dos Campeões da Liga Profissional: 2023[2]
- Supercopa Argentina: 2024[2]